# Begonia thelmae
Begonia thelmae é uma espécie de planta do gênero Begonia e da família Begoniaceae.

## Taxonomia
A espécie foi descrita em 1981 por Dieter Carl Wasshausen e Lyman Bradford Smith.

## Descrição
| Caule                            | Caule                  |
| -------------------------------- | ---------------------- |
| caule                            | prostrado              |
| Folha                            |                        |
| estípula                         | persistente            |
| tipo de tricoma do pecíolo       | simples                |
| ornamentação do ápice do pecíolo | ausente                |
| inserção da lâmina               | basifixa               |
| simetria da lâmina               | fortemente assimétrica |
| lâmina divisão                   | inteira                |
| forma da lâmina                  | elíptica               |
| margem da lâmina                 | ciliada/crenulada      |
| indumento face adaxial lâmina    | tricoma simples        |
| indumento face abaxial lâmina    | tricoma simples        |
| Flor                             |                        |
| antera                           | rimosa                 |
| indumento da tépala masculina    | glabro/glandular       |
| indumento da tépala feminina     | glabro/glandular       |
| placenta                         | inteira                |
| margem da tépala feminina        | inteira                |
| bractéola da flor feminina       | presente               |
| Fruto                            |                        |
| cápsula ala                      | subigual               |
| Semente                          |                        |
| ápice                            | obtuso                 |

## Conservação
A espécie faz parte da Lista Vermelha das espécies ameaçadas do estado do Espírito Santo, no sudeste do Brasil. A lista foi publicada em 13 de junho de 2005 por intermédio do decreto estadual nº 1.499-R.

## Distribuição
A espécie é encontrada no estado brasileiro de Espírito Santo.